# 제이드 (영화)
《제이드》(영어: Jade)는 미국에서 제작된 윌리엄 프리드킨 감독의 1995년 에로 스릴러 영화이다. 데이비드 커루소 등이 출연하였고, 게리 애덜슨 등이 제작에 참여하였다.

## 출연진
- 데이비드 커루소 - 데이비드 커렐리 지방 검사보 역
- 린다 피오렌티노 - 애나 카트리나 맥스웰개빈 / 제이드 역
- 채즈 팰민테리 - 맷 개빈 역
- 리처드 크레나 - 루 에드워즈 주지사 역
- 마이클 빈 - 밥 하그로브 형사 역
- 도나 머피 - 캐런 헬러 형사 역
- 켄 킹 - 피티 배스코 형사 역
- 홀트 매캘러니 - 빌 배럿 역
- 데이비드 헌트 - 팻 캘런더 형사 역
- 앤지 에버하트 - 퍼트리스 저신토 역
- 케빈 타이 - 아널드 클리퍼드 지방 검사 역
- 빅터 웡 - 웡 씨 역
- 로빈 토머스 - 그린 씨 역
- 론 유안 - 기사 역

## 제작

### 섭외
데이비드 커렐리 역을 먼저 제안받은 배우는 워런 비티이나 비티는 이 역을 거절하였다. 텔레비전 시리즈 《뉴욕경찰 24시》에서 갑작스럽게 하차한 데이비드 커루소가 영화계 경력을 쌓기를 희망하며 이 역을 받아들였다.

## 기타 제작진
- 현장 제작: 캐서린 마이어스
- 공동 제작: 조지 굿맨
- 배역: 로니 예스컬
- 미술: 앨릭스 태벌레리스
- 세트: 게리 페티스
- 의상: 매릴린 밴스